# Fumarel (marca)
Fumarel es una empresa española que fabrica principalmente ropa técnica y casual. Sus productos más famosos son sus polos de piqué y sus forros polares.
El característico logotipo de la compañía incluye un chlidonias niger, communmente conocido en España como fumarel, y está presente en casi la totalidad de sus productos.

## Desarrollo
La empresa fue fundada en 1987 por dos primos pertenecientes a la aristocracia española, Cosme Domecq, hijo del iii marqués de Casa Domecq, y Gabriel Narváez, nieto del iii marqués de Oquendo y descendiente del General Narváez (este último moriría en un accidente de tráfico en Portugal en 1995, a la temprana edad de 29 años). Su finalidad era proporcionar equipos de exterior de alto rendimiento, manteniendo diseños clásicos y atemporales.
Fumarel se hizo famoso después de suministrar la ropa para la expedición del Himalaya de 1989 patrocinada por Motorola y el Banco Central Hispano. La compañía creció en popularidad y en 1999 fue la proveedora oficial de los equipos nacionales de pádel, vela, golf y deportes de invierno de España. Al año siguiente, se convirtió en el patrocinador oficial del equipo olímpico español en los Juegos Olímpicos de Sídney 2000.

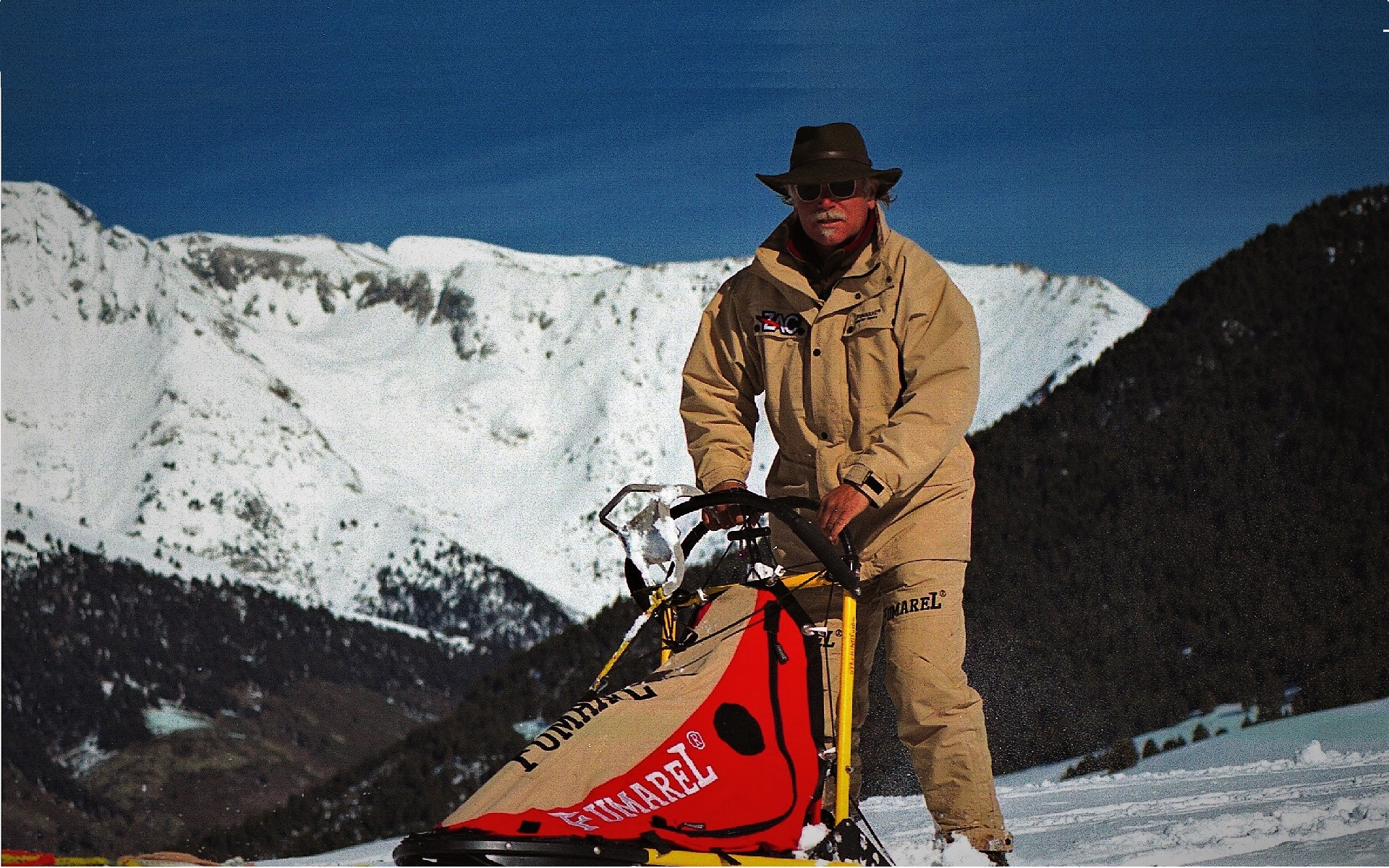
Equipo de mushing patrocinado por Fumarel en Pirena, 2004

A principios del siglo XXI, la marca tenía 20 tiendas propias en España y expandió su presencia a Estados Unidos en 2003, después de hacerse popular en las universidades de Harvard, Yale, Princeton, Stanford y California del Sur. Como una marca dedicada a la ropa técnica de deportes de lujo como el esquí, la caza, el polo o la vela, Fumarel estuvo ligada a las élites económicas, y fue comúnmente vestida por la familia real española. Bruno Gómez-Acebo, el tercer hijo de la Infanta Pilar, ocupó un lugar en su consejo de administración.
En 2008, la empresa se declaró en bancarrota después del gran colapso financiero. Desde 2017, Fumarel ha sido relanzada por el hijo del cofundador, Pedro Domecq.

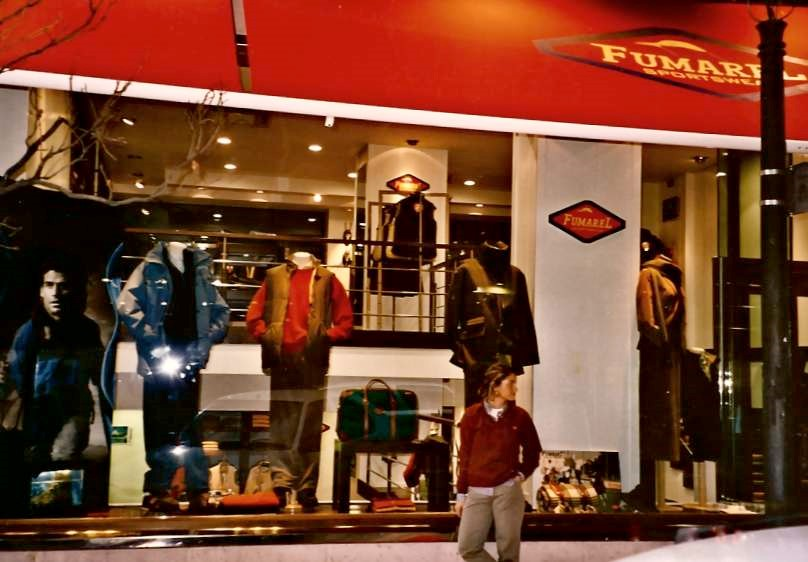
Tienda de Fumarel en Madrid, 1999